# Maurice Nédoncelle
Maurice Nédoncelle, né le 30 octobre 1905 à Roubaix et mort le 27 novembre 1976 à Strasbourg, est un prêtre et philosophe personnaliste français.

## Biographie
À la fin de ses études supérieures, Maurice Nédoncelle, logeait à l'Institution Notre-Dame de Sainte-Croix à Neuilly-sur-Seine, alors dirigée par Mgr Pierre Petit de Julleville. Il y assurait le remplacement de professeurs de lettres et faisait passer des « colles » aux élèves des grandes classes.
Il est ordonné prêtre à 25 ans en 1930 et enseigne ensuite la philosophie à Albert-de-Mun pendant quinze ans et donne des cours à la faculté catholique de Lille.
En 1945, il quitte la faculté de Lille pour l'université de Strasbourg. Docteur ès lettres et docteur en théologie, il enseigne les sciences humaines. Il est nommé doyen de la faculté de théologie catholique de Strasbourg en 1956 et occupe ce poste jusqu'en 1965.

## Distinctions
Maurice Nédoncelle était membre correspondant de l'Institut et docteur honoris causa de l'Université catholique de Louvain.

## Sa pensée
Auteur d'ouvrages sur John Henry Newman et Friedrich von Hügel, il décide ensuite d'élaborer une philosophie de la personne dans la perspective métaphysique, centrée sur l'intersubjectivité. La pensée qui prend le départ de la réciprocité des consciences, la donnée primordiale de la perception des personnes, considère l'autre comme une source et non comme un limite du moi.
Vers la fin de sa vie, Nédoncelle centre sa réflexion sur l'être et sur les étants. La relation entre étants est définie comme identité hétérogène. Contrairement à l'ontologie qui est univoque et s'applique à tout ce qui est, Nédoncelle appelle ontique ce qui caractérise l'étant et le distingue de tous les autres. L'analyse ontique est celle du rapport entre les étants. À terme, cette relation est communion et la communion amour de l'autre. L'amour exprime l'essentiel de la personne.
Toutefois, la clef de la relation d'amour entre les hommes n'est autre que Dieu. En chrétien, Nédoncelle pense que cette clef est révélée par le Christ, l'Homme-Dieu disant que tous les hommes sont frères et par là fils de Dieu puisque les frères ont une même origine. L'amour de Dieu et celui des hommes est donc lié par un principe de réciprocité : la relation humaine implique Dieu et vice versa. Dieu appelle l'homme comme l'homme appelle Dieu. Le nom que porte cet appel est la prière.

## Œuvres principales
- La réciprocité des consciences, 1942.
- La personne humaine et la nature, 1943.
- La philosophie religieuse de John Henry Newman , Strasbourg, Impr. Société strasbourgeoise de Librairie, Sostralib, 1946, 326 p. [Thèse de doctorat : Théologie catholique : Strasbourg : 1946][2]
- Introduction à l'esthétique, 1953.
- De la fidélité, 1953.
- Vers une philosophie de l'amour et de la personne, 1957.
- Conscience et logos : horizons et méthode d'une philosophie personnaliste, 1961.
- Explorations personnalistes, 1970.
- Intersubjectivité et ontologie : le défi personnaliste, 1974.
- Sensation réparatrice et dynamisme temporel des consciences, 1977.